# Németbánya
Németbánya es un pueblo ubicado en el distrito de Pápa, en el condado de Veszprém, Hungría.

## Superficie
Posee una superficie de 12,19 kilómetros cuadrados.

## Demografía
Hasta 2019 la población era de 109 habitantes, con una densidad de población de 8,942 habitantes por kilómetro cuadrado.